# لومنیتسه (ناحیه سوکولوف)
لومنیتسه (به چکی: Lomnice) یک منطقهٔ مسکونی در جمهوری چک است که در ناحیه سوکولوو واقع شده‌است. لومنیتسه ۱۳٫۸۴ کیلومتر مربع مساحت و ۱٬۲۰۷ نفر جمعیت دارد و ۴۴۳ متر بالاتر از سطح دریا واقع شده‌است.